# Rue De Neck

La rue De Neck (en néerlandais : De Neckstraat) est une rue bruxelloise de la commune de Koekelberg qui va de l’avenue de Jette à la chaussée de Jette. 
Longue de  200 mètres, avec une emprise de 15 mètres, sa numérotation va de 3 à 69 pour le côté impair situé à droite et de 2 à 48 pour le côté pair situé à gauche.

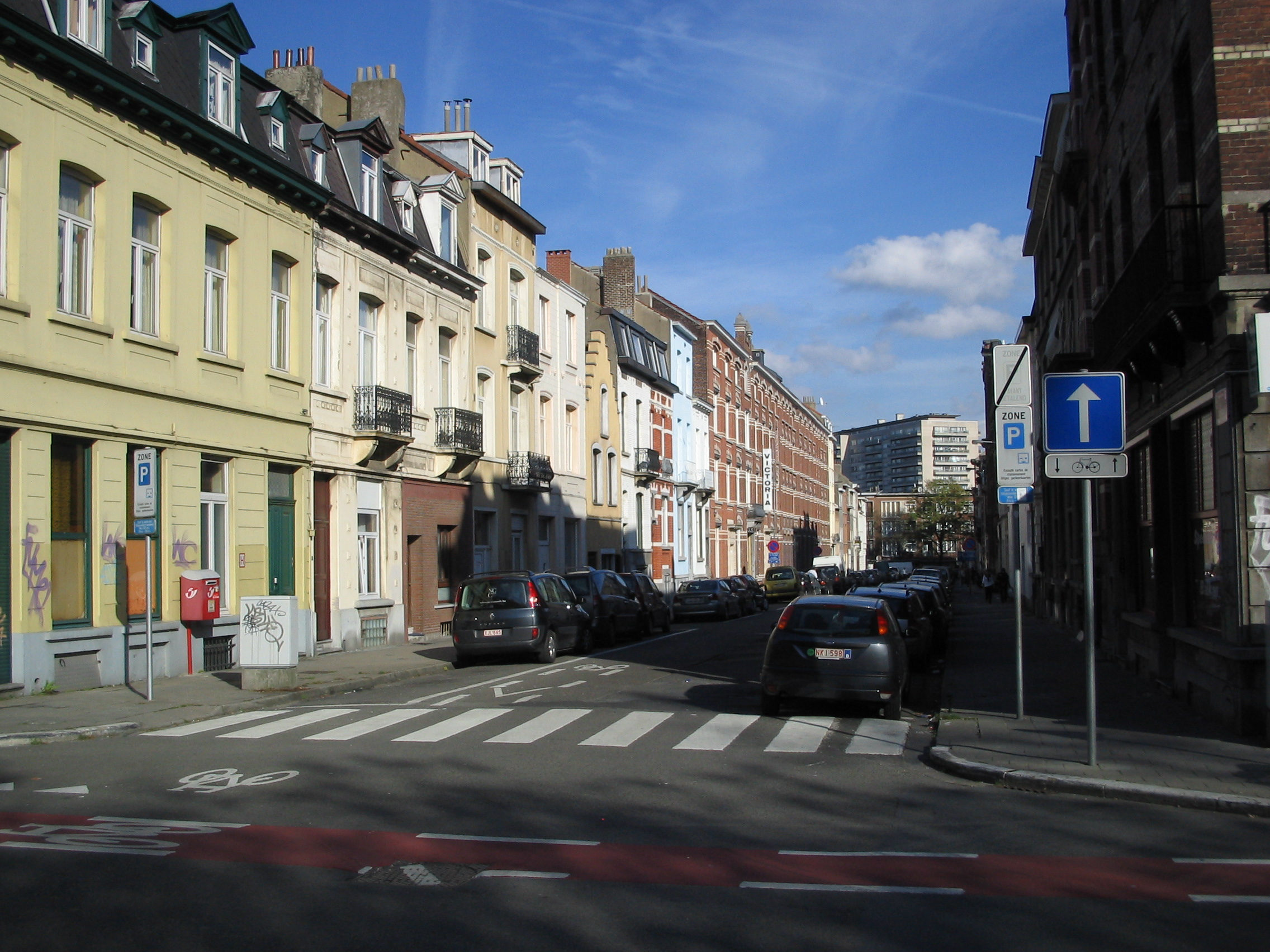
Rue De Neck. Koekelberg.

## Historique
Le tracé de la rue De Neck est établi dès 1869 et sera conforté en 1880 lors de l’adoption du plan définitif du Quartier Royal de Koekelberg élaboré par Victor Besme, inspecteur voyer chargé à partir de 1859 de l’aménagement des faubourgs de Bruxelles. Sitôt ce plan adopté, la rue De Neck sera parmi les premières à être dénommée, en rendant hommage à la mémoire de François De Neck,  bourgmestre en 1830 de la grande commune de Berchem-Sainte-Agathe dont Koekelberg était depuis 1795 la section principale, et resté en place comme bourgmestre lorsque Koekelberg deviendra commune autonome en 1841. François De Neck habitait chaussée de Jette, au lieu-dit Le Sabot. Il sera en fonction jusqu’en 1853.
La plupart des maisons qui bordent la rue seront construites au cours des années 1890. Avec la rue des Archers, la rue De Neck sera l’une des premières artères du Plateau de Koekelberg à être urbanisée.

## Adresses notables
- n°4 : La proximité immédiate du Parc Élisabeth et la nécessité d’en renforcer la sécurité fera qu’un poste de police sera établi au numéro 4 peu après 1897, date de construction de la maison. Le poste complète le commissariat de police situé dans la maison communale, place Henri Vanhuffel. Mais dès 1901, on envisagera la construction d’un poste de police mieux adapté dans le parc lui-même. Les habitants du quartier adresseront une pétition aux autorités communales pour conserver celui de la rue De Neck. En 1906, le transfert sera néanmoins effectué. Les policiers s’installeront dans le soubassement du kiosque à musique qui vient d’être construit dans le parc[2].

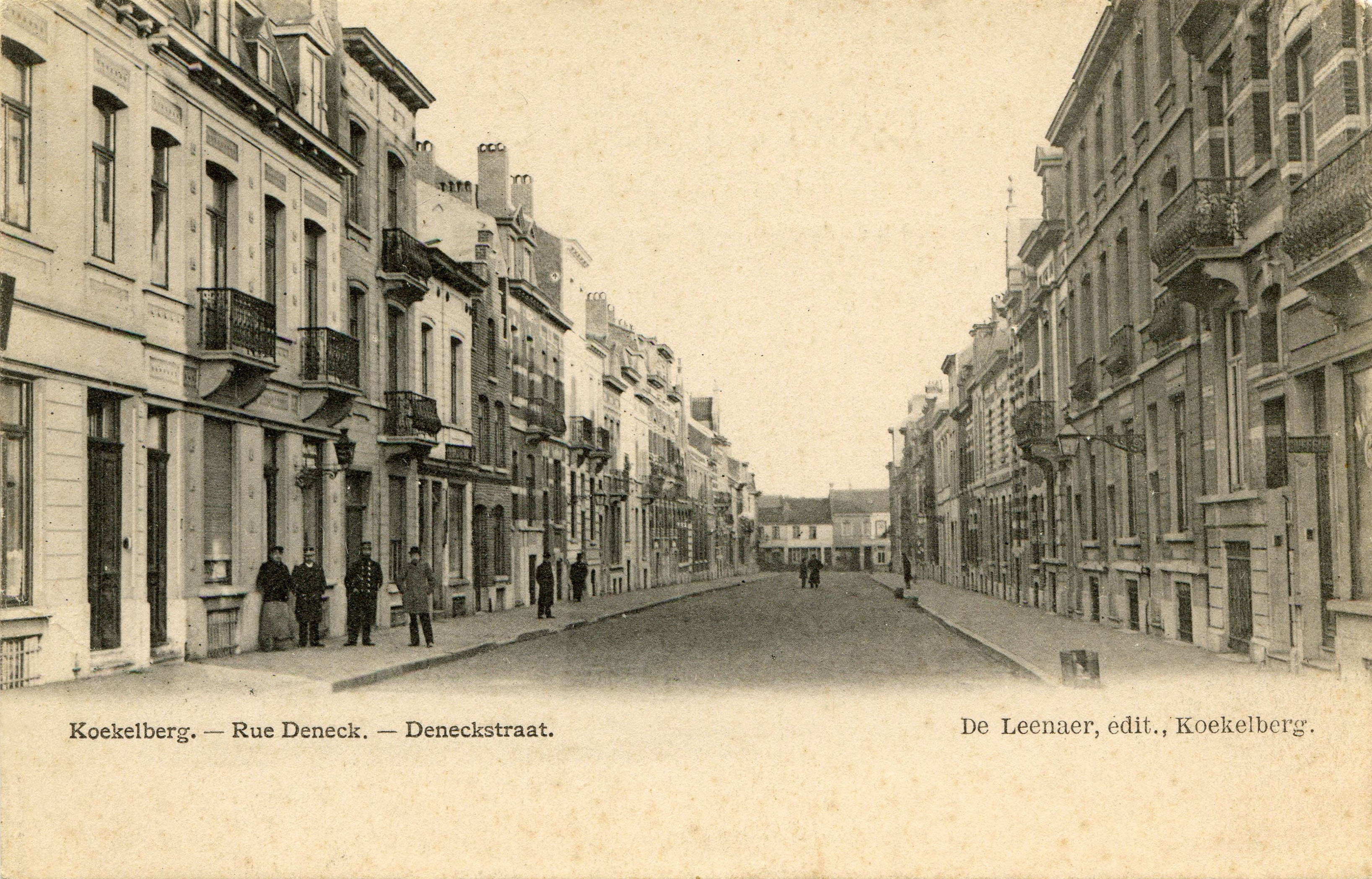
Rue De Neck (n°4 au premier plan). Koekelberg. Vers 1900.

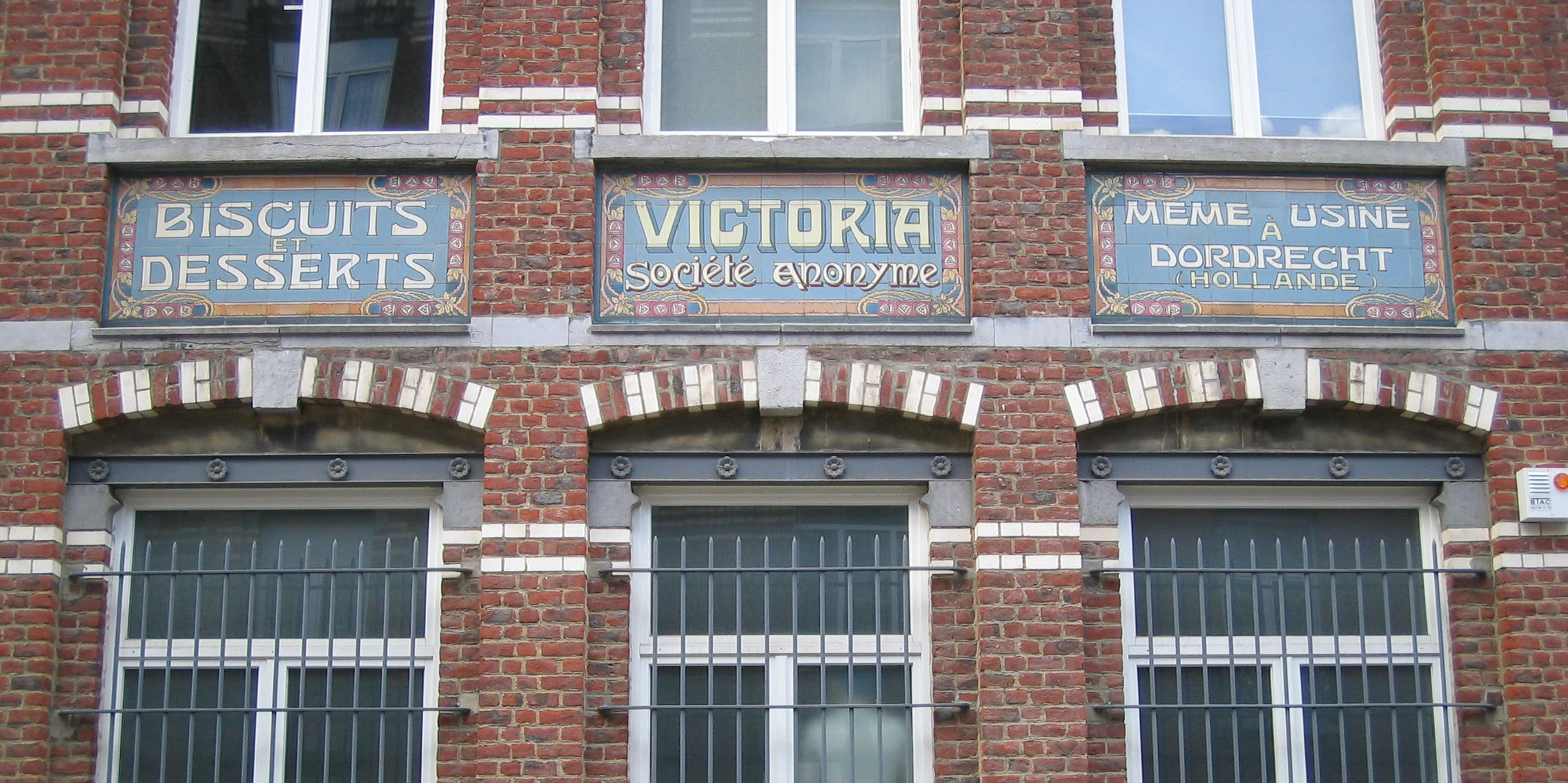
Usine Victoria. Rue De Neck. Koekelberg. Céramiques (vers 1904).

- n° 20 à 30 : La Manufacture des biscuits et desserts Victoria, créée par trois maîtres pâtissiers bruxellois, Émile Bossaert, Charles Jeghers et Joseph Carlier, voit le jour en 1896 aux 28-30 rue De Neck. La biscuiterie ne tardera pas (1904) à créer une filiale à Dordrecht, aux Pays-Bas, puis dotera ses installations d’une chocolaterie en 1908. La biscuiterie-chocolaterie  Victoria rachètera nombre de maisons mitoyennes afin d’agrandir ses installations qui s’étendront finalement du numéro 20 au numéro 30. En 1921, la firme inaugurera une nouvelle chocolaterie implantée de l’autre côté de la rue De Neck et ouvrant rue de l'Armistice. La jonction entre les deux unités de production s’effectuera par une passerelle métallique enjambant la rue De Neck. Dessinée par l’architecte Arthur Pladet en 1921, celle-ci sera démontée en 1981. La figure marquante de la biscuiterie-chocolaterie Victoria, qui emploiera jusqu’à 1 500 personnes, restera Oscar Bossaert, fils du fondateur, administrateur délégué, bourgmestre de Koekelberg, sénateur et ministre, décédé en 1956. La firme fermera ses portes en 1970 et, en 2002, les bâtiments seront transformés en lofts. Le périmètre autour des anciens bureaux de la direction, au n°20, sera acquis par la commune pour y installer un espace chocolat ouvert au public[3].

- n°27 à 33 : En 1919, un garage dont la structure métallique a été dessinée par Arthur Pladet ouvre au numéro 29. Il fera la jonction, deux ans plus tard, avec la nouvelle grande chocolaterie de la rue de l’Armistice, jonction complétée par la passerelle surplombant la rue De Neck. En 1921, une partie des festivités du 25e anniversaire de la biscuiterie-chocolaterie se déroulera dans le garage : inauguration du buste d’Émile Bossaert décédé l’année précédente et repas de plus de 1 000 couverts offert au personnel. Des logements ouvriers seront construits en même temps par la société au numéro 31, préfigurant ceux que la firme fera édifier en 1923 rue Léon Autrique et rue du Cubisme, et les dix-sept maisons unifamiliales dont elle fera progressivement l’acquisition pour son personnel rue De Neck[3].